# Philippe Aymond
Philippe Aymond (Parijs, 3 februari 1968) is een Franse striptekenaar.
Als invloeden op zijn werk citeert Aymond de tekeningen van Milton Caniff en de films van Jean-Pierre Melville en Sergio Leone.